# Armorial des armes à enquerre (familles)
Cette page recense les armes à enquerre, ou parfois armes fausses car elles ne respectent pas la règle de contrariété des couleurs : « jamais métal sur métal, ni émail sur émail. »
Cet armorial n'a pas vocation à l'exhaustivité : il ne retient que les blasons issus des pages de Wikipédia présentant les armoriaux des familles, y compris les armes imaginaires, mais en dehors du système héraldique napoléonien.
Vous pouvez consulter également l'Armorial des armes à enquerre (collectivités)

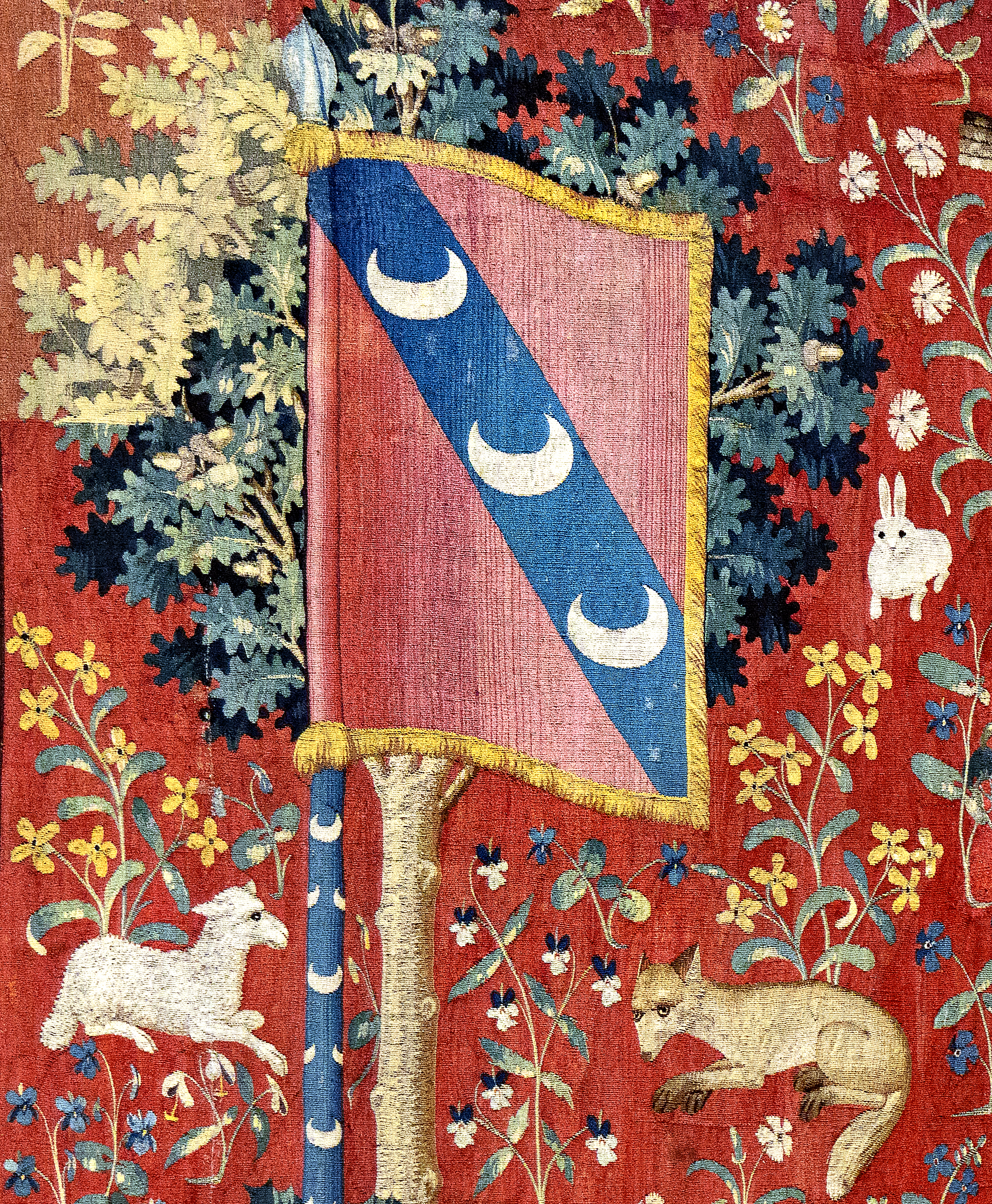
La Dame à la licorne, blason d'Antoine Le Viste

## A
- Haut – A
- B
- C
- D
- E
- F
- G
- H
- I
- J
- K
- L
- M
- N
- O
- P
- Q
- R
- S
- T
- U
- V
- W
- X
- Y
- Z

| Figure | Nom de la famille et blasonnement |
| ------ | --- |
|        | Famille Achard D'azur, à la hache d'armes d'argent ; au chef de gueules, à trois étoiles d'or. Sauf concession d'armoiries "au chef …", ce chef rend les armes fautives. |
|        | Famille Aguilar De gueules au chef cousu d'azur chargé de huit billettes d'argent. * Ces armes emploient le terme « cousu » dans le seul but de contrevenir à la règle de contrariété des couleurs : elles sont fautives. |
|        | Famille d’Agulhac de Soulages De gueules à deux épées d'argent en sautoir la pointe en haut ; au chef cousu d'azur à trois étoiles d'or. * Ces armes emploient le terme « cousu » dans le seul but de contrevenir à la règle de contrariété des couleurs : elles sont fautives.                                                                                    |
|        | Famille d'Aigrefeuille D'azur, à trois étoiles à six rais d'or ; au chef cousu de gueules ; et pour brisure, un orle d'argent chargé de onze tourteaux de sable. * Ces armes emploient le terme « cousu » dans le seul but de contrevenir à la règle de contrariété des couleurs : elles sont fautives.                                                            |
|        | Famille Aizeburu, Basse-Navarre D'argent au chaudron de gueules entre deux fasces d'or ; à la bordure engrêlée de gueules. |
|        | Maison d'Albret, seigneurs d'Orval De gueules à la bordure engrêlée d'argent et au bâton de sable péri en barre. |
|        | Famille d'Alciga, Fontarrabie D'or au losange d'azur chargé d'une aigle cousue de sable, becquée et membrée d'or, cantonné de quatre feuilles de peuplier de gueules. * Ces armes emploient le terme « cousu » dans le seul but de contrevenir à la règle de contrariété des couleurs : elles sont fautives.                                                       |
|        | Famille d'Anglure D'or semé de grelots d'argent, soutenus chacun d'un croissant de gueules. |
|        | Famille Anguiles D'azur à trois fasces haussées cousues de gueules, trois chaudrons cousus de sable en cœur, et un ours cousu de sable en pointe. * Ces armes emploient le terme « cousu » dans le seul but de contrevenir à la règle de contrariété des couleurs : elles sont fautives.                                                                           |
|        | Famille Ardant, Limousin D'azur au chevron d'argent accompagné en pointe d'un soleil d'or ; au chef cousu de gueules chargé de trois étoiles d'or. D'azur, au chevron d'or accompagné d'un soleil d'argent en pointe ; au chef d'or, chargé de trois étoiles de gueules. Ce qui est plus conforme aux principes de l'héraldique.                                   |
|        | Famille d'Argain, Baztan D'or à une fasce d'azur accompagnée de trois croissants d'argent, 2 et 1. À la bordure de gueules chargée de cinq flanchis d'argent. |
|        | Famille Arriaga, Navarre D'or à une fasce cousue d'argent accompagnée en chef d'un chaudron de sable entre deux flanchis de gueules, et en pointe d'un autre chaudron de sable entre deux flanchis de gueules. * Ces armes emploient le terme « cousu » dans le seul but de contrevenir à la règle de contrariété des couleurs : elles sont fautives.              |
|        | Famille d'Artensec D'azur à une fasce d'or, en forme d'arc, bordée de gueules ; au chef cousu de gueules, chargé d'un croissant d'argent accosté de deux étoiles d'or. Sauf concession d'armoiries "au chef …", ce chef rend les armes fautives. |
|        | Famille Atxaburu, Biscaye De gueules au château d'argent posé sur un mont (au naturel) chargé d'une grotte d'où sort un sanglier de sable. |
|        | Famille d'Auzac de la Martinie Coupé : au 1, de gueules, à la fasce en divise d'argent, accompagnée en pointe de deux croissants rangés du même, et en chef de deux étoiles d'or ; au 2, d'azur, à la tour d'argent, entourée d'un cep de vigne de sinople. |
|        | Claude Avril, doyen de la Cathédrale de Nantes. D'argent au pin de sinople, au chef d'or, chargé de trois roses de gueules. Sauf concession d'armoiries "au chef …", ce chef rend les armes fautives. Famille Avril : D'argent au pin de sinople, au chef d'azur, chargé de trois roses (ou étoiles) d'or. Ce qui est plus conforme aux principes de l'héraldique. |
|        | Famille Aya, Guipuscoa De sinople à l'arbre au naturel adextré d'un taureau de sable et senestré d'un lion de gueules. |
|        | Famille Ayete De sinople au loup de sable fuyant des chiens du même. |
|        | Famille Aymon D'azur, à deux épis d'or ; au chef de gueules, chargé de trois molettes d'éperon d'argent. Sauf concession d'armoiries "au chef …", ce chef rend les armes fautives. |

## B
- Haut – A
- B
- C
- D
- E
- F
- G
- H
- I
- J
- K
- L
- M
- N
- O
- P
- Q
- R
- S
- T
- U
- V
- W
- X
- Y
- Z

| Figure | Nom de la famille et blasonnement |
| ------ | --- |
|        | Famille Bault de Langy De gueules au chevron d'or accompagné de trois merlettes de sable. Alias trois merlettes de même. Ce qui est plus conforme aux principes de l'héraldique. |
|        | Famille Barberé De sable à la fasce cousue de gueules, chargée d'une étoile d'or et accompagnée de trois trèfles de même. * Ces armes emploient le terme « cousu » dans le seul but de contrevenir à la règle de contrariété des couleurs : elles sont fautives. |
|        | Famille Basarte, Salazar De gueules au loup de sable, la tête contournée, tenant en sa gueule un agneau d'argent, qui sont les armes de la vallée de Salazar. |
|        | Famille Béchetoille De gueules, à la bêche d'or ; au chef d'azur, chargé d'une étoile d'argent. Sauf concession d'armoiries "au chef …", ce chef rend les armes fautives. |
|        | Famille Benoist de la Grandière D'azur à une cloche d'argent accostée de deux étoiles du même ; au chef cousu de gueules chargé de trois tours d'argent. Sauf concession d'armoiries "au chef …", ce chef rend les armes fautives. |
|        | Famille Berhueta, Soule De gueules à quatre pies de sable, 2 et 2. |
|        | Famille Bernard D’argent au chevron de gueules accompagné de trois abeilles au naturel. |
|        | Famille Berroburu, Basse-Navarre D'or à la fasce d'argent chargée de trois flanchis de gueules. |
|        | Famille Berrospe, Irun Parti, au 1 d'argent à trois loups passants de sable posés en pal ; au 2 d'or à sept feuilles de peuplier posées trois en pal et une à chaque canton. |
|        | Famille Beruete, Navarre D'argent à deux loups de sable, armés de gueules, posés l'un sur l'autre et surmontés d'une étoile d'or ; à la bordure d'azur à dix-sept flanchis (alias : huit) d'or. |
|        | Famille Besancenot D'azur à un palmier arraché de sinople. |
|        | Famille Besson De sable au lion passant d'argent ; au chef cousu de gueules, chargé de trois étoiles d'or. Sauf concession d'armoiries "au chef …", ce chef rend les armes fautives. |
|        | Famille Bezard-Falgas D'azur à l'étoile d'or en chef et en abîme de gueules à deux chevrons d'or. Sauf concession d'armoiries "… en chef", ce chef rend les armes fautives. |
|        | Famille Bigot de Kerjégu D’argent à un écureuil de pourpre, couronné d’or. |
|        | Famille Blachier de Chazotte D'azur, à la croix d'or bordée de sable, cantonnée de quatre étoiles d'argent. |
|        | Famille Blanc de la Blache De gueules, au chevron d'or accompagné de trois roses de même ; au chef d'azur chargé de trois étoiles d'argent. Sauf concession d'armoiries "au chef …", ce chef rend les armes fautives. |
|        | Antoine du Bois, évêque (1471-1537) D'azur au lion de sable, à la bordure de gueules. Armes de la famille du Bois de Fiennes. « du Bois » (équivaut à « de Fiennes » brisées par la bordure de gueule) écartelées « de Lens » Écartelé : d'argent au lion de sable, à la bordure de gueules ; et contre-écartelé d'or et de sable. Ce qui est plus conforme aux principes de l'héraldique. |
|        | Famille de Boneffe D'or à l'écusson d'argent chargé d'un lion de gueules, l'écusson accompagné de trois losanges d'azur, deux en chef et un en pointe. |
|        | Famille de Bonot D'azur à trois croix d'argent posées 2 et 1, au chef cousu de gueules chargé de trois étoiles d'or. * Ces armes emploient le terme « cousu » dans le seul but de contrevenir à la règle de contrariété des couleurs : elles sont fautives. |
|        | Famille Bornas, Salazar De gueules au loup au naturel, armé d'or, ravissant un agneau d'argent. |
|        | Famille du Bosc de Taret Écartelé : aux 1 et 4 d'azur au lévrier courant de sable ; aux 2 et 3 de sable au lion d'or morné. |
|        | Famille Bouays comte de Couesbouc De sable à la fasce d'argent bordée de gueules. |
|        | Famille Bouchard D'azur, à la montagne d'argent ; au chef de gueules, chargé de trois besants d'or. Sauf concession d'armoiries "au chef …", ce chef rend les armes fautives. |
|        | Famille Bouniol De gueules, à l'aigle essorante d'argent sur un rocher de sable et regardant un soleil d'or, posé au côté dextre du chef. |
|        | Famille de Bourges De gueules à un lion d'argent, au chef d'azur chargé de trois étoiles d'argent. Sauf concession d'armoiries "au chef …", ce chef rend les armes fautives. |
|        | Famille Bourgues De Gueules au château d'or sommé de trois tours de même, accompagné d'une fleur de lys d'or en pointe, à la bordure d'azur, chargée de cinq coquilles d'argent, trois en chef et deux en flanc, celle-ci liées par une chaîne de même, avec une étoile d'or entre la fleur de lys et la chaîne. Dans l'armorial d'Hozier, on trouve Josef de Bourgues, marchand à Nantes ; son blason représenté est : De gueules à la quintefeuille d'or, accompagnée de quatre cœurs d'argent. Ce qui est plus conforme aux principes de l'héraldique. |
|        | Famille Bothéon De gueules, à un croissant d'argent ; au chef d'azur. Sauf concession d'armoiries "au chef …", ce chef rend les armes fautives. |
|        | Famille Boutin D'azur à une bande de sable, accompagnée de deux étoiles d'or. |
|        | Famille Bouvier De gueules, au bœuf passant d'argent ; au chef cousu d'azur chargé de trois étoiles d'argent. * Ces armes emploient le terme « cousu » dans le seul but de contrevenir à la règle de contrariété des couleurs : elles sont fautives. |
|        | Famille Bradburne (UK) selon Gelre D'argent, à la bande de gueules, chargée de trois étoiles à six rais cousues de sinople. * Ces armes emploient le terme « cousu » dans le seul but de contrevenir à la règle de contrariété des couleurs : elles sont fautives. |
|        | Famille Brunet D’azur à trois molettes d’argent ; au chef cousu de sable, chargé de trois têtes de loup d’argent, arrachées et lampassées de gueules. Sauf concession d'armoiries "au chef …", ce chef rend les armes fautives. |
|        | Famille de Buisson de Bournazel D'or, au buisson de sinople, le chef cousu d'argent chargé d'un lion de sable lampassé de gueules issant du buisson. Sauf concession d'armoiries "au chef …", ce chef rend les armes fautives. Marquisat Buisson de Bournazel Écartelé : au 1 de gueules, au lion d'or ; au 2 d'azur, à trois coquilles d'argent ; au 3 d'argent, au buisson de sinople ; au 4 d'argent, à trois chevrons de gueules. Ce qui est plus conforme aux principes de l'héraldique.                                                             |
|        | Famille Burine D'azur, à la montagne d'argent sommée de deux grues affrontées du même ; au chef de gueules, à trois étoiles d'or. Sauf concession d'armoiries "au chef …", ce chef rend les armes fautives. |
|        | Famille de Buscaylet D'azur, à deux lions d'or debout affrontés ; au chef cousu de gueules chargé d'un croissant d'argent accosté de deux étoiles d'or. Sauf concession d'armoiries "au chef …", ce chef rend les armes fautives. Armes fautives Ce qui est plus conforme aux principes de l'héraldique. |

## C
- Haut – A
- B
- C
- D
- E
- F
- G
- H
- I
- J
- K
- L
- M
- N
- O
- P
- Q
- R
- S
- T
- U
- V
- W
- X
- Y
- Z

| Figure                                 | Nom de la famille et blasonnement |
| -------------------------------------- | --- |
|                                        | Famille Caro, Basse-Navarre D'or à deux sangliers de sable passants l'un sur l'autre ; au chef d'argent chargé de deux loups passants de sable, l'un sur l'autre. Sauf concession d'armoiries "au chef …", ce chef rend les armes fautives. |
|                                        | Famille de Carrière De gueules, au lévrier d'argent, la tête contournée, passant sur une terrasse de sinople, la patte dextre levée et le corps percé d'une flèche en barre ; au chef cousu d'azur, chargé d'un croissant d'argent entre deux étoiles du même. * Ces armes emploient le terme « cousu » dans le seul but de contrevenir à la règle de contrariété des couleurs : elles sont fautives.                                                                       |
|                                        | Famille de Caylus D'azur, aux deux lions d'or ou d'argent affrontés soutenant une flamme de gueules. Blason d'Anne Claude de Caylus |
|                                        | Famille de Cerjat D'azur, à un cerf de gueules, accompagné au canton senestre d'une étoile à six rais d'argent. |
|                                        | Famille de Chabrus D'azur, au chevreuil d'or passant sur une terrasse de sinople ; au chef de gueules chargé d'un croissant d'argent accosté de deux étoiles d'or. Sauf concession d'armoiries "au chef …", ce chef rend les armes fautives. |
|                                        | Famille de Chalendar de Cornillon De sinople, au lévrier passant d'argent, surmonté d'un lambel d'or à trois pendants, et accompagné en pointe d'un croissant de même ; au chef cousu d'azur, chargé de trois étoiles d'or. Sauf concession d'armoiries "au chef …", ce chef rend les armes fautives. |
|                                        | Famille Chambon d'Arnouville Fascé d’or et d’argent de six pièces. |
|                                        | Famille Champanhet de Tavernol D'argent, à la terrasse de sinople, complantée d'un panais d'or accosté de six épis du même ; au chef d'azur chargé de trois étoiles du champ. Champanhet de Sarjas : D'azur, à la terrasse de sinople complantée d'un panais d'or ; au chef cousu de gueules chargé de trois étoiles d'or. Ce qui est plus conforme aux principes de l'héraldique s'il y a la concession d'armoiries au "chef cousu de gueules."                            |
|                                        | Famille de Chansiergues du Bord D'azur à trois flambeaux d'argent allumés de gueules et rangés en fasce ; au chef cousu de gueules et chargé de trois étoiles d'or. * Ces armes emploient le terme « cousu » dans le seul but de contrevenir à la règle de contrariété des couleurs : elles sont fautives. |
| Blason Famille fr Chapteuil-Bonneville | Famille de Chapteuil-Bonneville D'azur au chevron d'or, au chef cousu de gueules, chargé de trois étoiles d'or. * Ces armes emploient le terme « cousu » dans le seul but de contrevenir à la règle de contrariété des couleurs : elles sont fautives. |
|                                        | Famille de Chavanes de gueules, à trois quintefeuilles d’argent, rangées en bande, au chef d’azur chargé à dextre d’une quintefeuille d’argent. Sauf concession d'armoiries "au chef …", ce chef rend les armes fautives. L'Armorial de Rietstap donne un blasonnement différent : D'azur, à trois quintefeuilles d'argent, rangées en bande, au chef du champ, chargé à dextre d'une autre quintefeuille d'argent. ce qui est plus conforme aux principes de l'héraldique. |
|                                        | Famille de Chazelles D'azur à une tête de léopard d'or, lampassée de gueules ; au chef cousu de gueules chargé à dextre d'un croissant d'argent et à senestre d'une étoile du même. * Ces armes emploient le terme « cousu » dans le seul but de contrevenir à la règle de contrariété des couleurs : elles sont fautives. |
|                                        | Famille Chevalier De gueules à trois clefs d'or et à la bordure d'azur. |
|                                        | Famille Clausel de Coussergues D'azur, à un lion rampant d'argent accompagné à dextre de deux clefs d'or en sautoir, au chef d'or, chargé de trois étoiles d'argent. Sauf concession d'armoiries "au chef …", ce chef rend les armes fautives. |
| Blason Famille de Clavières            | Famille de Clavières De gueules, à la clef d'argent mise en pal ; au chef cousu d'azur, chargé de trois étoiles d'or. Sauf concession d'armoiries "au chef …", ce chef rend les armes fautives. |
|                                        | Famille Conen de Saint-Luc Coupé d'or et d'argent, au lion de l'un en autre, armé, lampassé et couronné de gueules. |
|                                        | Famille de Conte de Tauriers D'azur au soleil d'or, au chef cousu de gueules chargé de trois étoiles d'or. * Ces armes emploient le terme « cousu » dans le seul but de contrevenir à la règle de contrariété des couleurs : elles sont fautives. |
|                                        | Famille de Coqueromont D’argent ; à deux clefs d’or adossées, accostées de huit croissants de gueules et accompagnées de trois fleur de lis du second émail. |
|                                        | Famille de Crespon De sinople au lion d'or, le chef cousu de gueules, chargé de trois étoiles d'argent. * Ces armes emploient le terme « cousu » dans le seul but de contrevenir à la règle de contrariété des couleurs : elles sont fautives. |

## D
- Haut – A
- B
- C
- D
- E
- F
- G
- H
- I
- J
- K
- L
- M
- N
- O
- P
- Q
- R
- S
- T
- U
- V
- W
- X
- Y
- Z

| Figure                         | Nom de la famille et blasonnement |
| ------------------------------ | --- |
|                                | Famille Danisy D'argent au lion de sable ; au chef d'or, chargé de trois croissants de gueules. Sauf concession d'armoiries "au chef …", ce chef rend les armes fautives. |
|                                | Famille Dardenne D'azur, à trois flèches (ou dards) d'or, empoignées de gueules, la pointe en bas, au chef cousu de gueules, chargé d'un croissant et de deux étoiles d'argent. Armes parlantes. Sauf concession d'armoiries "au chef …", ce chef rend les armes fautives. |
|                                | Famille Delerse Coupé : au premier d'azur à trois arbres de sinople le tronc au naturel sur une terrasse de sinople, au lion passant d'or la tête contournée lampassée de gueules brochant sur les troncs ; au second émanché d'argent à trois pointes d'or, au chef de gueules à trois étoiles à six rais d'or.                                                               |
|                                | Famille Devismes de Longvilliers D'azur au chevron d'or accompagné en chef de deux trèfles de sinople* et en pointe d'un lévrier au naturel. |
| Blason Famille de Saint-Didier | Famille de Saint-Didier D'azur, au lion d'argent ; à la bordure cousue de gueules, chargée de huit fleurs de lys d'or. |
|                                | Famille Dugas de la Catonnière Coupé, au 1 de gueules à deux cimeterres d'argent passés en sautoir, au 2 d'azur au chêne d'or, terrassé du même. Dugas du Villard : Coupé, au 1 de gueules à deux épées en sautoir d'or, la pointe en haut ; au 2, d'azur à l'arbre (cognassier) arraché d'or.                                                                                 |
|                                | Famille Dupuy de Farge (alias) D'azur à la bande d'or chargée de trois roses de gueules, au chef d'azur à trois étoiles d'argent. Sauf concession d'armoiries "au chef …", ce chef rend les armes fautives. D'or à la bande de sable chargée de trois roses d'argent, au chef d'azur chargé de trois étoiles du champ. Ce qui est plus conforme aux principes de l'héraldique. |
|                                | Famille Dussargues D'azur, à trois sargues (poissons) d'argent, 2 et 1, marqués de rais de sable du dos au ventre ; au chef cousu de gueules. * Ces armes emploient le terme « cousu » dans le seul but de contrevenir à la règle de contrariété des couleurs : elles sont fautives.                                                                                           |
|                                | Famille Dusserre de La Rochette D'argent, au rocher de gueules surmonté d'une épée d'or en pal, la pointe en haut. |
|                                | Famille Duvernet D'azur, à un lion d'or tenant un sabre d'argent, la garde d'or ; au chef cousu de gueules chargé de trois étoiles d'or. Sauf concession d'armoiries "au chef …", ce chef rend les armes fautives. |

## E
- Haut – A
- B
- C
- D
- E
- F
- G
- H
- I
- J
- K
- L
- M
- N
- O
- P
- Q
- R
- S
- T
- U
- V
- W
- X
- Y
- Z

| Figure | Nom de la famille et blasonnement |
| ------ | --- |
|        | Famille Errazu, Hernani De gueules à l'arbre cousu de sinople accompagné d'un taureau au naturel. * Ces armes emploient le terme « cousu » dans le seul but de contrevenir à la règle de contrariété des couleurs : elles sont fautives. |
|        | Famille Erreta De gueules au loup de sable, la tête contournée, ravissant un agneau d'argent, qui sont les armes de la vallée de Salazar. |
|        | Famille d'Escoffier De gueules, à l'épervier d'argent, becqué et armé de sinople, senestré d'une hache d'armes d'argent ; au chef cousu d'azur, chargé de trois étoiles d'argent. * Ces armes emploient le terme « cousu » dans le seul but de contrevenir à la règle de contrariété des couleurs : elles sont fautives. |
|        | Famille Espelegui, Labourd De gueules à une cigale de sable. |
|        | Famille Espivent de La Villesboisnet D'azur, à trois lévriers courants d'argent, colletés de gueules, bouclé et cloué d'or (Thierry de la Prévalayé). En cœur un écusson aux armes d'Espivent de la Villeboisnet qui sont d'azur à une molette d'or, acc. de trois croissants du même. Espivent de Saint-Perran : D'azur, à une molette d'or, accompagnée de trois croissants du même. Ce qui est plus conforme aux principes de l'héraldique. |
|        | Godefroi d'Estrades Écartelé : au 1, de gueules, au palmier d'or, posé sur une terrasse de sinople, au lion léopardé d'argent couché sur la terrasse qui sont Estrades ; au 2, d'azur, à la fasce d'or, acc. de trois têtes de léopards d'or qui sont La Pole-Suffolk ; au 3, écartelé en sautoir de sinople et d'or, le sinople chargé d'une bande de gueules bordée d'or, l'or chargé des mots « Ave Maria » en pal à dextre et « Gratia Plena » à senestre en lettres d'azur qui sont Mandosse - Mendoza ; au 4, de gueules, à sept losanges d'argent, 3, 3 et 1 qui sont Arnoul. |
|        | Famille Etchezahar D'or au chêne de sinople accosté à dextre d'un sanglier rampant de sable appuyé contre le fût de l'arbre et à senestre d'un lévrier d'argent accolé de gueules. |

## F
- Haut – A
- B
- C
- D
- E
- F
- G
- H
- I
- J
- K
- L
- M
- N
- O
- P
- Q
- R
- S
- T
- U
- V
- W
- X
- Y
- Z

| Figure | Nom de la famille et blasonnement |
| ------ | --- |
|        | Famille de Fayn de Rochepierre D'azur à la tour d'argent maçonnée et crénelée de sable, soutenue de deux lions d'or armés et lampassés de gueules, au chef cousu de gueules à trois coquilles d'or. * Ces armes emploient le terme « cousu » dans le seul but de contrevenir à la règle de contrariété des couleurs : elles sont fautives. |
|        | Famille Felloneau D'argent au chevron d'azur et au chef d'or chargé de deux étoiles de gueules. Sauf concession d'armoiries "au chef …", ce chef rend les armes fautives. |
|        | Famille de Florit D'azur, à une oie d'argent accostant un lys tigé et feuillé de même ; au chef cousu de gueules, chargé d'un casque d'argent posé de profil. * Ces armes emploient le terme « cousu » dans le seul but de contrevenir à la règle de contrariété des couleurs : elles sont fautives.                                       |
|        | Famille de Florit de Clamouze de Corsac D'azur à l'oie d'argent, au chef de gueules chargé d'un casque d'argent. Sauf concession d'armoiries "au chef …", ce chef rend les armes fautives. |
|        | Famille Fournat de Brezenaud D'argent, au chevron d'or accompagné en chef de deux étoiles et en pointe d'un lionceau d'azur. |

## G
- Haut – A
- B
- C
- D
- E
- F
- G
- H
- I
- J
- K
- L
- M
- N
- O
- P
- Q
- R
- S
- T
- U
- V
- W
- X
- Y
- Z

| Figure                     | Nom de la famille et blasonnement |
| -------------------------- | --- |
| Blason Famille de la Garde | Famille de la Garde De gueules à trois croix ancrées d'argent ; au chef cousu de sable chargé d'un croissant d'argent. * Ces armes emploient le terme « cousu » dans le seul but de contrevenir à la règle de contrariété des couleurs : elles sont fautives. |
|                            | Famille Garmendi, Labourd De sinople à la bande d'argent ; à la bordure de gueules chargée de huit flanchis d'or. |
|                            | Famille Gaste de Luppe Parti, au 1 d'or ; au 2 d'azur, à trois fasces de gueules. * Ces armes emploient le terme « cousu » dans le seul but de contrevenir à la règle de contrariété des couleurs : elles sont fautives. |
| Gay de Planhol             | Famille Gay de Planhol D'azur, au lion d'or, armé et lampassé de gueules, accompagné d'une étoile d'argent au 1er canton ; au chef cousu de gueules, chargé de trois étoiles d'argent. * Ces armes emploient le terme « cousu » dans le seul but de contrevenir à la règle de contrariété des couleurs : elles sont fautives. |
|                            | Famille Gicquel D'azur au chevron d'argent chargé de cinq coquilles de sable et accompagné de trois quintefeuilles de même. |
|                            | Famille de Gigord De gueules, à la rose d'argent ; au chef cousu d'azur chargé de trois faucons d'argent. Alias au chef cousu d'azur chargé de trois merlettes d'argent. * Ces armes emploient le terme « cousu » dans le seul but de contrevenir à la règle de contrariété des couleurs : elles sont fautives. |
|                            | Famille de Girard D'azur à la tour d'argent à trois donjons maçonnés de sable, au chef cousu de gueules chargé d'une étoile d'or accostée à droite d'un lion naissant d'or, à gauche d'un croissant renversé d'argent. * Ces armes emploient le terme « cousu » dans le seul but de contrevenir à la règle de contrariété des couleurs : elles sont fautives. |
|                            | Famille Giraud des Écherolles De gueules, au puits d’argent, d’où sortent deux palmes en bande et en barre du même, au chef cousu d’azur à la fleur de lys d’or, chargé d’un bâton péri en bande. Sauf concession d'armoiries "au chef …", ce chef rend les armes fautives. |
|                            | Famille Girons D'azur, à la bande d'argent accompagnée de deux tourteaux de sinople. |
|                            | Seigneurs de Gonderange d'or à la croix ancrée de gueules, accompagnée en chef de deux étoiles à six rais d'argent. |
|                            | Famille de Goudal de la Goudalie De sable, au lion d'argent, le chef cousu de gueules chargé de trois étoiles d'or. Sauf concession d'armoiries "au chef …", ce chef rend les armes fautives. |
|                            | Dieudonné de Gozon Grand maître de l'ordre de Saint-Jean de Jérusalem Écartelé : De la Religion ; de gueules, à la bande d'azur bordée d'argent qui est Gozon. De gueules, à la bande d'azur et à la bordure denticulée de cinq pièces d'argent. De gueules, à la bande d'azur bordée d'argent et à la bordure denticulée de cinq pièces d'argent. Famille de Gozon : De gueules, à la bande d'azur bordée d'argent, à la bordure componée d'argent. Ce qui est plus conforme aux principes de l'héraldique. |
|                            | Guerrehe, Chevalier de la Table ronde De pourpre à l’aigle bicéphale d’or, becquée et membrée d’argent, à la bordure de gouttes de gueules. |
|                            | Robert Guibé D'argent à trois jumelles de gueules accompagné de six coquilles d'azur, trois, deux, une, au chef d'or. |
|                            | Famille de Grenier de Lassagne D'azur à une bande d'argent chargée de 3 étoiles de gueules, accompagnée en chef d'une vigne fruitée au naturel et en pointe d'un lévrier de sable. |
|                            | Famille de Guison D'azur au lion d'or, au chef cousu de gueules chargé de trois étoiles d'argent. * Ces armes emploient le terme « cousu » dans le seul but de contrevenir à la règle de contrariété des couleurs : elles sont fautives. |

## H
- Haut – A
- B
- C
- D
- E
- F
- G
- H
- I
- J
- K
- L
- M
- N
- O
- P
- Q
- R
- S
- T
- U
- V
- W
- X
- Y
- Z

| Figure | Nom de la famille et blasonnement |
| ------ | --- |
|        | Famille Haramboure, Bayonne De sinople, au chef cousu de sable chargé de deux glands d'argent. Sauf concession d'armoiries "au chef …", ce chef rend les armes fautives. |
|        | Famille de Hautvilar D'azur à trois roses d'argent, au chef cousu de gueules au lion issant d'or. * Ces armes emploient le terme « cousu » dans le seul but de contrevenir à la règle de contrariété des couleurs : elles sont fautives. |
|        | Louis Hérault D'argent à trois canettes d'or. |
|        | Famille Hideux le Fort Tirant, armoiries imaginaires D’argent à une chimère de gueules, tachetée d’azur. |
|        | Maison Howard De gueules à la bande d'argent chargée en chef d'un écusson d'or au demi-lion percé par une flèche de gueules au double-trescheur fleuronné et contre-fleuronné du même accompagné de six croix recroisetées d'argent. Thomas Howard De gueules à la bande d'argent chargé d'un écusson d'or au demi-lion percé par une flèche de gueules au double-trescheur fleuronné et contre-fleuronné du même accompagné de six croix recroisetées d'argent. Howard de Walden Duke of Norfolk Écartelé, au 1 de gueules à la bande d'argent chargé en chef d'un écusson d'or au demi-lion percé par une flèche de gueules au double-trescheur fleuronné et contre-fleuronné du même accompagné de six croix recroisetées d'argent, au 2 de gueules à trois léopards d'or lampassés et armés d'azur au lambel à trois pendants d'argent, au 3 échiqueté d'or et d'azur, au 4 de gueules au lion d'argent. John Howard Ce qui est plus conforme aux principes de l'héraldique. |

## I
- Haut – A
- B
- C
- D
- E
- F
- G
- H
- I
- J
- K
- L
- M
- N
- O
- P
- Q
- R
- S
- T
- U
- V
- W
- X
- Y
- Z

| Figure                            | Nom de la famille et blasonnement |
| --------------------------------- | --- |
| Blason Famille Iserand (Vivarais) | Famille Iserand, Vivarais D'azur, au griffon d'argent ; au chef cousu de gueules. * Ces armes emploient le terme « cousu » dans le seul but de contrevenir à la règle de contrariété des couleurs : elles sont fautives. |
| Blason Famille Iserand (Velay)    | Famille Iserand, Velay De gueules, au griffon d'argent ; au chef cousu de gueules. Sauf concession d'armoiries "au chef …", ce chef rend les armes fautives.                                                             |

## J
- Haut – A
- B
- C
- D
- E
- F
- G
- H
- I
- J
- K
- L
- M
- N
- O
- P
- Q
- R
- S
- T
- U
- V
- W
- X
- Y
- Z

| Figure | Nom de la famille et blasonnement |
| ------ | --- |
|        | Wojtyła (Karol Józef), cardinal D'azur à la croix de sable décentrée à dextre et accompagnée dans le canton en pointe senestre du « M » mariale de sable. Saint Jean-Paul II D'azur à la croix d'or décentrée à dextre, accompagnée dans le canton en pointe senestre du « M » mariale d'or. Ce qui est plus conforme aux principes héraldique. |
|        | Royaume de Jérusalem D'argent à la croix potencée d'or, cantonnée de quatre croisettes du même. Exemples d'armes comprenant les armoiries du royaume de Jérusalem. |
|        | Famille Jogues, originaire d'Espagne. D'or au chevron de sable, chargé de trois étoiles d'or, accompagné en chef de deux rencontres de cerf au naturel et en pointe d'un rocher d'argent, duquel jaillit à senestre une fontaine, et accosté à dextre d'une cane nageant d'argent.                                                              |
|        | Famille Jorajuria De sinople à deux loups de sable posés l'un sur l'autre. |
|        | Famille Jouvence de Cambron (de) D'azur, à trois têtes de gerfaut de gueules. |
|        | Famille de Jouvencel D'or, à deux palmes adossées de sinople, mouvant d'un croissant de gueules, au chef cousu d'argent, chargé d'une aigle naissante de sable. Alias au chef d'azur chargé d'un soleil d'or accosté de deux étoiles d'argent. Ce qui est plus conforme aux principes de l'héraldique.                                          |
|        | Famille Jullien de la Varenne D'azur, à la tour d'argent senestrée d'un lion d'or, armé et lampassé de même ; au chef de gueules à trois étoiles d'or. Sauf concession d'armoiries "au chef …", ce chef rend les armes fautives. |

## L
- Haut – A
- B
- C
- D
- E
- F
- G
- H
- I
- J
- K
- L
- M
- N
- O
- P
- Q
- R
- S
- T
- U
- V
- W
- X
- Y
- Z

| Figure | Nom de la famille et blasonnement |
| ------ | --- |
|        | Famille de La Blache D'azur, au chevron d'or accompagné de trois croisettes d'argent ; au chef cousu de gueules, chargé de trois étoiles d'or. * Ces armes emploient le terme « cousu » dans le seul but de contrevenir à la règle de contrariété des couleurs : elles sont fautives. |
|        | Famille de La Boissière D'azur, au lévrier d'argent colleté d'or, passant sur une montagne de trois coupeaux de sinople. |
|        | Famille de La Fabrègue D'azur, à deux chevrons d'or, à la divise en chef de sable surmontée de trois étoiles d'or, et à l'arbre terrassé du même en pointe. |
|        | Famille de Lagrevol, Velay D'azur, au houx d'argent, terrassé de sinople. |
|        | Seigneurs de La Tour, 2e et 3e dynasties. De sable à la croix d'argent chargée d'une tour d'or et cantonnée de quatre fleurs de lis du même. Seigneurs de La Tour, 1re dynastie : De gueules à trois tours à l'antique d'or. Ce qui est plus conforme aux principes de l'héraldique. |
|        | Famille de La Tour du Pin, Gévaudan Écartelé : aux 1 et 4 d'azur à la tour d'argent, au chef cousu de gueules chargé de trois casques tarés de profil ; aux 2 et 3 d'or, au dauphin d'azur. Alias d'azur à la tour d'argent, au chef cousu de gueules chargé de trois casques tarés de profil. Sauf concession d'armoiries "au chef …", ce chef rend les armes fautives. La Tour du Pin : De gueules à la tour d'argent, avec son avant-mur de même. Ce qui est plus conforme aux principes de l'héraldique. |
|        | Famille Laxague, Basse-Navarre Écartelé aux 1 et 4 d'argent au lion de gueules ; aux 2 et 3 de sable au lion de pourpre. |
|        | Famille Lecuona D'azur à l'aiglette de sable. |
|        | Famille Lévêque De gueules à l'agneau pascal d'argent, la croix enrubannée d'azur ; au chef cousu d'azur chargé d'un besant à dextre d'argent. Sauf concession d'armoiries "au chef …", ce chef rend les armes fautives. |
|        | Antoine Le Viste, échevin de Lyon De gueules, à la bande d'azur chargée de trois croissants d'argent. Le blason des Le Viste est présent sur les six tapisseries dites de La Dame à la licorne. |
|        | Famille de L'Oraille D'azur, au chevron d'or accompagné de deux étoiles de même en chef, et d'un croissant de gueules en pointe. |

## M
- Haut – A
- B
- C
- D
- E
- F
- G
- H
- I
- J
- K
- L
- M
- N
- O
- P
- Q
- R
- S
- T
- U
- V
- W
- X
- Y
- Z

| Figure | Nom de la famille et blasonnement |
| ------ | --- |
|        | Famille Mahyeuc, Évêché de Léon. D'argent à trois hermines de sable, au chef d'or, chargé de trois couronnes d'épines de sinople. |
|        | Famille Maillan (de) D'or, à l'aigle éployée de sable, armé de gueules, écartelé d'argent à trois molettes d'éperon d'or, et un maillet de même en cœur. Armes parlantes. |
|        | Famille de Marchangy D'azur, à la fasce d'or, accompagnée en chef de deux étoiles d'argent et, en pointe, de trois arbres de sinople. |
|        | Bertrand de Marillac D'argent maçonné de sable de sept pièces, 2, 3, 2, à six merlettes de sable en orle, et en cœur un croissant d'or. Famille de Marillac Charles de Marillac Ce qui est plus conforme aux principes de l'héraldique. |
|        | Famille Marques Coupé au 1 d'azur, au sautoir alésé d'or, accompagné au chef et au flancs de trois besants de même ; au 2 d'argent, au léopard de gueules, à la bordure d'argent chargée de six annelets d'or en orle |
|        | Mandin l’Envoisié, Chevalier de la Table ronde De gueules à une sirène d’argent se peignant, écaillée de pourpre |
|        | Famille Marle (de) D'argent au chevron d'or accompagné de trois ailérions de gueules. |
|        | Famille Martainneville (de) De gueules au sautoir engrêlé de sable. |
|        | Famille Massary (de) De pourpre à l'aigle de sable accompagné de cinq étoiles d'or, une en chef, deux de chaque côté de l'aigle en pal ; à la champagne d'azur chargée d'une flèche d'argent en pal, la pointe en haut. |
|        | Famille de Maumigny D'argent, au chevron de sable, accompagné en pointe d'une étoile de gueules ; au chef cousu d'or. * Ces armes emploient le terme « cousu » dans le seul but de contrevenir à la règle de contrariété des couleurs : elles sont fautives. |
|        | Famille Méjanès (de), branche de Montrozier D’azur, au chevron de gueules, accompagné de trois étoiles du même, posées 2 et 1. Le blason de la 5e branche dite de Montrozier est fautif. |
|        | Famille Mendès Da Costa, Bayonne D'argent à trois couronnes d'or. |
|        | Famille Micheli, XIIe siècle Fascé d'azur et d'argent de six pièces, chargé de vingt-et-un besants d'or disposés sur les fasces 6,5,4,3,2,1. Si nous devons nous enquérir de cette enquerre nous trouvons que Domenico Michele, sera élu 35e doge de Venise en 1117 et que ce dernier chargea des monnaies (vingt-et-un besants d'or) sur son écu car lors du siège de Tyr (1124) quand, l'argent venant à manquer, il fit battre des monnaies de cuir bouilli (Michelettes), ayant cours dans le camp et échangeables plus tard à Venise. Cet écu devint les armes principales de la famille Micheli Armes personnelles de Domenico Michele : Écartelé : au 1, d'azur à la comète d'or posée en bande ; au 2, fascé d'azur et d'argent ; au 3, fascé d'azur et d'argent, les fasces chargées de 21 besants d'or, rangés en fasce sur celle d'azur respectivement de 6, 4 et 2, sur celles d'argent respectivement de 5, 3 et 1 ; au 4, d'azur à deux lions affrontés couronnés d'or. Famille Micheli, XIe siècle : Fascé d'azur et d'argent de six pièces. Ce qui est plus conforme aux principes de l'héraldique. |
|        | Famille Le Moniès De gueules à trois bandes d'or, et un chef cousu d'azur chargé d'un soleil d'or. * Ces armes emploient le terme « cousu » dans le seul but de contrevenir à la règle de contrariété des couleurs : elles sont fautives. |
|        | Godefroy de Montmirail, armes imaginaires Godefroy Amaury de Malefète, comte de Montmirail, d'Apremont et de Papincourt, dit « le Hardi » Tiercé en chevron : en 1, d'azur à deux alérions de gueules ; au 2, de sinople à la tour de gueules, ouverte et ajourée de sable ; au 3 d'or. Étrangement, Godefroy dispose d'un écu, au moment du combat avec les CRS, dont le blasonnement est différent de celui de sa tunique qui est : D'azur à la bordure de gueules, au franc-quartier d'or à la bande d'azur chargé d'une tour de gueules de trois pièces ajourée et ouverte de sable. Armes également à enquerre. La Maison de Montmirail a existé. Les Montmirail portent : De gueules au lion d’or. Ce qui est plus conforme aux principes de l'héraldique. Jean II de Montmirail, de la même famille, puisqu'il est le fils de Jean de Montmirail, porte : D'azur, semé de croix pommetées d’or à la bande d’argent, coticée d’or. Ce sont des armes à enquerre. |
|        | Famille Morancy (de) (Bayonne) D'azur à une fleur lys d'argent, accompagnée de trois écussons de gueules. |
|        | Famille de Morogues D'azur, au chevron d'or, accompagné en pointe d'une étoile d'argent, et un chef cousu de gueules, chargé de trois étoiles d'or. * Ces armes emploient le terme « cousu » dans le seul but de contrevenir à la règle de contrariété des couleurs : elles sont fautives. |
|        | Famille Mourgues de Saint-Germain De gueules, au sautoir d'or ; au chef cousu d'azur, chargé de trois étoiles d'or. * Ces armes emploient le terme « cousu » dans le seul but de contrevenir à la règle de contrariété des couleurs : elles sont fautives. |

## N
- Haut – A
- B
- C
- D
- E
- F
- G
- H
- I
- J
- K
- L
- M
- N
- O
- P
- Q
- R
- S
- T
- U
- V
- W
- X
- Y
- Z

| Figure                  | Nom de la famille et blasonnement |
| ----------------------- | --- |
|                         | Famille de Najac D'azur, à un château sommé de trois tours ou donjons d'argent, maçonné de sable ; celle du milieu plus élevée et surmontée d'une aigle éployée de sable. |
|                         | Famille Noble, Basse-Navarre De gueules à une bande de sinople engoulée de deux têtes de dragons du même.                                                                 |
| Blason Famille du Noyer | Famille du Noyer, Languedoc D'azur ; à une tête de lion arrachée d'or ; coupé de gueules, à un vison d'argent.                                                            |

## P
- Haut – A
- B
- C
- D
- E
- F
- G
- H
- I
- J
- K
- L
- M
- N
- O
- P
- Q
- R
- S
- T
- U
- V
- W
- X
- Y
- Z

| Figure                   | Nom de la famille et blasonnement |
| ------------------------ | --- |
|                          | Famille Palluat de Besset De gueules à un fer de lance d’argent, la pointe en bas, aboutissant à un croissant du même, soutenu d’un lion d’or à senestre et d’un griffon d’argent au chef cousu d’azur, chargé d’une rose d’argent accostée de deux étoiles d’or. * Ces armes emploient le terme « cousu » dans le seul but de contrevenir à la règle de contrariété des couleurs : elles sont fautives. |
|                          | Famille Parand d'Ouïdes D'azur, au chevron d'or ; au chef cousu de gueules chargé de trois fleurs de lys d'or. * Ces armes emploient le terme « cousu » dans le seul but de contrevenir à la règle de contrariété des couleurs : elles sont fautives. |
|                          | Famille Percie du Sert D'or, au chevron de gueules, accompagné en chef de deux étoiles d'argent et en pointe d'un croissant du même soutenant un arbre de sinople. |
|                          | Pie VI, pape De gueules au Zéphyr d'argent soufflant sur un bouquet de lys au naturel posé sur une plaine de sinople, au chef d'argent à trois étoiles d'or. |
|                          | Famille Piéchaud D'azur au soleil d'or, au chef cousu de gueules, chargé de deux têtes de lévriers d'argent, mouvantes du trait du chef, et surmontées d'une étoile du même à cinq rais. |
|                          | Famille de Platea De sinople, à un château fort flanqué de deux tours d'argent, maçonné de sable ; au chef cousu d'azur, chargé d'une pleine lune d'argent accostée de deux étoiles d'or. * Ces armes emploient le terme « cousu » dans le seul but de contrevenir à la règle de contrariété des couleurs : elles sont fautives.                                                                         |
| Blason Famille Pollalion | Famille Pollalion D'azur, à trois bandes d'or ; au chef cousu d'azur, chargé de trois étoiles d'or, et soutenu de gueules. * Ces armes emploient le terme « cousu » dans le seul but de contrevenir à la règle de contrariété des couleurs : elles sont fautives. |
|                          | Famille Pouzols (de) D'azur, au lion d'or ; au chef cousu de gueules, chargé d'une fleur de lys d'or, accostée de deux coquilles d'argent. Sauf concession d'armoiries "au chef …", ce chef rend les armes fautives. |
|                          | Famille Puel (de) Écartelé ; aux 1 et 4 d'or, au chêne de sinople ; aux 2 et 3 d'azur, à la tour d'or, au chef du même chargé de trois coquilles d'argent. |

## Q
- Haut – A
- B
- C
- D
- E
- F
- G
- H
- I
- J
- K
- L
- M
- N
- O
- P
- Q
- R
- S
- T
- U
- V
- W
- X
- Y
- Z

| Figure | Nom de la famille et blasonnement                                              |
| ------ | ------------------------------------------------------------------------------ |
|        | Paisse van Quemes D'or au lion d'argent armé, lampassé et couronné de gueules. |

## R
- Haut – A
- B
- C
- D
- E
- F
- G
- H
- I
- J
- K
- L
- M
- N
- O
- P
- Q
- R
- S
- T
- U
- V
- W
- X
- Y
- Z

| Figure | Nom de la famille et blasonnement |
| ------ | --- |
|        | Famille Ravel D'azur, au dextrochère d'or ; alias : au senestrochère d'or, tenant trois épis de même ; au chef cousu de gueules, chargé d'un soleil d'or. * Ces armes emploient le terme « cousu » dans le seul but de contrevenir à la règle de contrariété des couleurs : elles sont fautives.                    |
|        | Famille de Rességuier D'or à l'arbre de sinople sur une terrasse de même mouvante de la pointe de l'écu, le chef cousu d'argent chargé de trois roses de gueules. D'or à un pin de sinople, au chef d'azur cousu d'argent chargé de trois trèfles d'argent. Ce qui est plus conforme aux principes de l'héraldique. |
|        | Famille de Ribier De gueules, au lévrier saillant d'argent, colleté de gueules ; au chef cousu d'azur, chargé de trois étoiles d'or. * Ces armes emploient le terme « cousu » dans le seul but de contrevenir à la règle de contrariété des couleurs : elles sont fautives.                                         |
|        | Famille de Ricard De pourpre à une rose d'or, au chef d'azur à une croix d'or et un croissant d'argent. Sauf concession d'armoiries "au chef …", ce chef rend les armes fautives. |
|        | Famille Richard de La Tour De sable au chef cousu de gueules chargé d'un lambel d'or de cinq pièces. * Ces armes emploient le terme « cousu » dans le seul but de contrevenir à la règle de contrariété des couleurs : elles sont fautives.                                                                         |
|        | Famille de Rochefort d'Ally (alias) De gueules, à la bande ondée d'argent, accompagnée de six merlettes de sable. De gueules, à la bande ondée d'argent, accompagnée de six merlettes de même rangées en orle. Ce qui est plus conforme aux principes de l'héraldique.                                              |
|        | Famille de Rochessauve D'azur, à deux montagnes d'argent, posées en fasce, surmontées d'un lévrier de sable. |
|        | Princes de Rügen D'azur, à un double escalier de gueules ; au chef d'or, chargé d'un lion issant de sable, armé et lampassé de gueules. |

## S
- Haut – A
- B
- C
- D
- E
- F
- G
- H
- I
- J
- K
- L
- M
- N
- O
- P
- Q
- R
- S
- T
- U
- V
- W
- X
- Y
- Z

| Figure | Nom de la famille et blasonnement |
| ------ | --- |
|        | Famille Sallonier de Chaligny D'azur, à la salamandre d'or, sur son brasier de gueules. |
|        | Famille Sárközy de Nagy-Bocsa De gueules, au loup au naturel, tenant un badelaire d'or, rampant sur un mont de sinople. |
|        | Satan, armes imaginaires De gueules à la fasce d'or, accompagnée de trois crapauds de sinople. Sinople sur gueules : la faute peut se comprendre comme volontairement dévalorisante. |
|        | Famille de Schulemberg De sable, au chef d'azur chargé de quatre épées rangées d'argent, garnies d'or, posées en pals, les pointes en haut. Sauf concession d'armoiries "au chef …", ce chef rend les armes fautives.                                                                          |
|        | Famille de Scorbiac De gueules, au chevron d'or, accompagné en pointe d'un lion d'argent, armé et lampassé de sable ; au chef d'azur, chargé de trois étoiles d'or. Sauf concession d'armoiries "au chef …", ce chef rend les armes fautives.                                                  |
|        | Ville de Sianów De gueules, au griffon mariné d'argent, membré, lampassé, becqué d'or, et en pointe une bande ondée d'azur posée en barre. |
|        | Famille Surrel de Saint-Julien D'azur, à un ibis d'argent, soutenu d'un croissant de même ; au chef cousu de gueules, chargé de trois étoiles d'argent. * Ces armes emploient le terme « cousu » dans le seul but de contrevenir à la règle de contrariété des couleurs : elles sont fautives. |

## T
- Haut – A
- B
- C
- D
- E
- F
- G
- H
- I
- J
- K
- L
- M
- N
- O
- P
- Q
- R
- S
- T
- U
- V
- W
- X
- Y
- Z

| Figure                     | Nom de la famille et blasonnement |
| -------------------------- | --- |
| Blason Famille Tardieu     | Famille Tardieu D'azur au chevron d'or accompagné en chef de deux croissants d'argent et en pointe d'une croix pattée de même ; au chef cousu de gueules chargé d'une étoile d'or. Sauf concession d'armoiries "au chef …", ce chef rend les armes fautives. |
|                            | Famille Le Tellier de Louvois D'azur à trois lézards d'argent, posés en pal, rangés en fasce ; au chef de gueules chargé de trois étoiles d'or. Sauf concession d'armoiries "au chef …", ce chef rend les armes fautives. |
|                            | Famille Tournyol D'azur, à une tour d'argent maçonnée de sable ; au chef de gueules chargé d'un croissant d'argent, accompagné de deux étoiles de même. Sauf concession d'armoiries "au chef …", ce chef rend les armes fautives. |
| Blason Famille du Tremolet | Famille du Trémolet de Lacheysserie D'azur à trois trèfles d'or, au chef de gueules à trois étoiles d'argent. Sauf concession d'armoiries "au chef …", ce chef rend les armes fautives. |
|                            | The Trump Organization Le 45e président des États-Unis, Donald Trump ne dispose pas d'armoiries personnelles. Toutefois il fait usage de celles des entreprises de son groupe : D'argent semé de vingt-trois losanges surmontés d'une croix d'or, à deux chevrons accompagnés de trois lions naissants 2 et 1 du même. (source) C'est une évolution du blason de Joseph E. Davies. Ermine, two Chevronels Gules between three demi-Lions rampant Sable (2,1), armed and langued of the second. Ces armes lui ont été accordées par les autorités britanniques en 1939. Famille Trump En Écosse, d'autres armoiries ont été octroyées à la société Trump International Golf Course Scotland Ltd par le Lord Lyon en 2012 : Per chevron Azure and Vert, three chevronels Or between, in chief, two stars (5) Argent and, in base, a double-headed eagle displayed of the third, armed and beaked Gules, clutching in the talons two globes of the fourth. Ce qui est plus conforme aux principes de l'héraldique. |

## V
- Haut – A
- B
- C
- D
- E
- F
- G
- H
- I
- J
- K
- L
- M
- N
- O
- P
- Q
- R
- S
- T
- U
- V
- W
- X
- Y
- Z

| Figure                                  | Nom de la famille et blasonnement |
| --------------------------------------- | --- |
|                                         | Famille de Valous De gueules à l'hermine courant d'argent, colletée d'un mantelet d'hermine, au chef cousu d'azur, chargé de trois étoiles d’or. * Ces armes emploient le terme « cousu » dans le seul but de contrevenir à la règle de contrariété des couleurs : elles sont fautives. |
| Blason Famille fr Varenes de Boisrigaud | Famille de Varènes de Boisrigaud D'azur au chevron d'or, au chef cousu de gueules, chargé de trois étoiles d'or. * Ces armes emploient le terme « cousu » dans le seul but de contrevenir à la règle de contrariété des couleurs : elles sont fautives. |
|                                         | Famille de Vassinhac D'azur à la bande d'argent bordée de sable. |
|                                         | Famille Verbigier de Saint-Paul De gueules, à la croix pattée et alésée d'or, à la bordure de l'écu d'azur, chargée de huit besants d'argent mis en orle. |
|                                         | Famille de Veyrac de la Valette D'azur à un chevron d'or accompagné en pointe d'un lion du même, au chef cousu de gueules, chargé de trois étoiles d'or. * Ces armes emploient le terme « cousu » dans le seul but de contrevenir à la règle de contrariété des couleurs : elles sont fautives. |
|                                         | Famille Veyrassac (de) D'or, à la bande d'azur, accostée en chef d'un croissant de gueules et en pointe d'un arbre de sinople ; au chef d'argent chargé de trois étoiles d'azur. Sauf concession d'armoiries "au chef …", ce chef rend les armes fautives. |
|                                         | Famille Villeblanche (de) D'argent, à l'aigle de sable armée et becquée de gueules, chargée sur l'estomac d'une croix pattée d'azur, à enquerre. |
|                                         | Seigneurie de Vismes D'argent, au chevron de gueules, accompagné en chef de deux étoiles d'or, et en pointe d'un croissant du même. Écartelé aux 1 et 4 d'or à trois bandes d'azur au chef du second semé de fleurs-de-lis du champ au 2 d'azur fretté d'or semé dans les claires-voies de fleurs-de-lis du même au 3 d'argent au chevron de gueules acc en chef de deux étoiles d'or et en pointe d'un croissant du même. D'azur, au chevron de gueules, accompagné en chef de deux étoiles d'or, et en pointe d'un croissant du même. Jacques François Laurent Devisme : Parti, le premier d'azur au chevron de gueules accompagné en chef de deux étoiles et en pointe d'un croissant montant le tout d'or ; le deuxième d'azur à la fasce d'or sommée d'une pyramide de gueules maçonnée de sable, accostée de deux étoiles d'or et accompagnée en pointe d'un mouton passant d'argent, tenant une bannière de même sur le pennon de laquelle est une croix de sable ; champagne de gueules au signe des chevaliers. |
|                                         | Famille de Volozan D'argent, à l'aigle au vol éployé de sable, fixant un soleil d'or mouvant du canton dextre. |

## W
- Haut – A
- B
- C
- D
- E
- F
- G
- H
- I
- J
- K
- L
- M
- N
- O
- P
- Q
- R
- S
- T
- U
- V
- W
- X
- Y
- Z

| Figure | Nom de la famille et blasonnement |
| ------ | --- |
|        | Lord Robert Walsingham de Vere St. Simon, armoiries imaginaires D’azur, aux trois chausse-trapes en chef et à la fasce de sable. |
|        | Famille Wittstock, Allemagne. Alliance Grimaldi. D'azur à une aigle éployée de sable, becquée, languée et griffée d'acier (fer, cendré), le vol pourvu d'un kleestengel à trois lobes du même. Les armes de la Maison Grimaldi portent : Fuselé d'argent et de gueules. Ce qui est plus conforme aux principes de l'héraldique. |

## Y
- Haut – A
- B
- C
- D
- E
- F
- G
- H
- I
- J
- K
- L
- M
- N
- O
- P
- Q
- R
- S
- T
- U
- V
- W
- X
- Y
- Z

| Figure | Nom de la famille et blasonnement |
| ------ | --- |
|        | Yves Ier, évêque de Rennes. De gueules au sautoir d'argent accompagné de quatre merlettes de sable. |
|        | Famille d'Yzarn de Fraissinet De gueules, au lévrier passant d'argent colleté d'or, au chef cousu d'azur chargé de trois étoiles d'or. * Ces armes emploient le terme « cousu » dans le seul but de contrevenir à la règle de contrariété des couleurs : elles sont fautives. Alias d'azur, au lévrier d'argent ; au chef de même, chargé de trois étoiles de gueules. Ce qui est plus conforme aux principes de l'héraldique. |

## Z
- Haut – A
- B
- C
- D
- E
- F
- G
- H
- I
- J
- K
- L
- M
- N
- O
- P
- Q
- R
- S
- T
- U
- V
- W
- X
- Y
- Z

| Figure | Nom de la famille et blasonnement |
| ------ | --- |
|        | Famille Zeller, Autriche De sable à deux chevrons de gueules dont l'un renversé mouvant du chef, accompagnés de trois pommes mal-ordonnées du même.* *Rietstap, Armorial Gal, 1re éd. |